# Inocybe mytiliodora
Inocybe mytiliodora är en svampart som tillhör divisionen basidiesvampar, och som beskrevs av Johann Stangl och Vauras. Inocybe mytiliodora ingår i släktet Inocybe, och familjen Crepidotaceae. Enligt den finländska rödlistan är arten starkt hotad i Finland. Arten har ej påträffats i Sverige. Artens livsmiljö är torr eller mesisk örtrik skog.